# Cacka Israelsson
Karl Erik "Cacka" Israelsson, född 23 augusti 1929 i Engelbrekts församling i Stockholm, död 10 januari 2013 i Gamla Uppsala församling, var en svensk friidrottare och sångare, verksam under pseudonymen Kaeris.

## Biografi
Cacka Israelsson var svensk landslagsman i friidrott. Han blev svensk mästare i längdhopp 1951 och på 110 m häck 1952. Åren 1951 till 1953 gjorde han ett tiotal landskamper. Israelsson deltog också vid de olympiska spelen i Helsingfors 1952, där han placerade sig som sjunde man i längdhopp. Dessutom är han en av de sju landslagsmän som grundade friidrottsföreningen Bromma IF 1952.
Cacka Israelsson var mest känd som sångare, kompositör och sångtextförfattare. 
Han debuterade i radio i början av 1950-talet, då han medverkade i ett program som hette Idrott för ungdom. Han medverkade 1952 i radioprogrammet Speldosan lett av Sigge Fürst. I november samma år kom den första 78-varvaren Cool Water och Gamle Willie Goon på skivmärket Odeon som han hade fått skivkontrakt med. 
Sin största framgång fick Israelsson med Gamle Svarten som spelades in den 10 september 1954. Han turnerade i folkparkerna, och fick till och med en egen föreställning på Chinateatern. Han uppträdde ibland med sin trio som senare blev en sextett, Western Pop Six. Han hade en viss förkärlek till countrymusik och kallades av många för "countryns stålfarfar" i Sverige, en titel han bar med stolthet. 
Cacka Israelsson har också medverkat i några spelfilmer på 1950-talet bl.a. Kärlek på turné från 1955, med Per Oscarsson och Georg Rydeberg i de ledande rollerna. Han har också spelat in reklamfilmer för bl.a. Statens Järnvägar (SJ), och dessutom arbetat som reklamtecknare och gjort många skivomslag. 
Cacka Israelsson pensionerade sig från musiklivet 1979 och bodde i Uppsala med sin fru. Han är gravsatt i minneslunden på Gamla Uppsala kyrkogård.

## Diskografi

### Album
- 1963 – Gamle Joe
- 1968 – Cacka Israelsson
- 1971 – Country med Cacka
- 1972 – Cacka
- 1976 – Cacka Lorum med Ronny Jansson och Henning Hendrix
- 1979 – Cacka Israelsson (50)
- 1998 – Gamle Svarten
- 1999 – Country med Cacka + lite till
- 2006 – Cacka Israelsson live

### Singlar/EP
- 1952 – Cool water / Flotie flatie boogie / Gamle Willie Goon / Min lyckliga visa
- 1953 – Bara en häst / Burr, burr, burr / Gone fishin / Hälften så kär / Tennessee wig walk
- 1954 – Home on the range / Bimbo / En sliten grimma / Gamle Svarten
- 1955 – Billy Boy / Flickan i smala gränd / Min gula ros i Texas / Väck upp hela sta'n!
- 1956 – Flickan i gula skor / I Italien / Zambezi / Åh, vilken tjej
- 1957 – Den stängda dörren / Kärlek utan gräns / Runt runt runt / Spader John
- 1960 – Spring, Simson, spring / Trashankens melodi / Gammal kärlek rostar aldrig / I telefon
- 1962 – En främling kom
- 1966 – Kom lilla vän / Min blåaste blues
- 1968 – Onsdagen den 27:e / Ge mej en sista chans
- 1974 – Då går jag ned under källaren / Gamle spatten
- 1989 – Innan vi gick i jeans så fanns New Orleans / Låt udda vara jämnt / Röda sandens dal / Hade jag en krona

## Filmografi

### Musik
- 1952 – Gazell Club (dokumentärfilm från jazzklubben Gazell Club)

### Roller
- 1952 – Gazell Club
- 1953 – Fartfeber
- 1953 – Marianne
- 1955 – Kärlek på turné
- 1955 – Till fjälls på räls